# Bürgermeisterei Moers
Die Bürgermeisterei Moers war eine Bürgermeisterei im Regierungsbezirk Düsseldorf der preußischen Rheinprovinz. Von 1857 bis 1906 war sie in eine Stadt- und eine Landbürgermeisterei geteilt.

## Geschichte
Von 1798 bis 1814 stand der linke Niederrhein unter französischer Herrschaft. Während dieser Zeit wurde nach französischem Vorbild die Mairie Moers gebildet, die zum Kanton Moers im Arrondissement Krefeld des Rur-Departements gehörte. Nachdem 1814 das gesamte Rheinland auf dem Wiener Kongress dem Königreich Preußen zugeschlagen wurde, kam der Kanton Uerdingen 1816 im Zuge der Preußischen Verwaltungsorganisation zum neuen Kreis Rheinberg, der 1823 aufgelöst und in den Kreis Geldern eingegliedert wurde. Aus der Mairie Moers der Franzosenzeit wurde die preußische Bürgermeisterei Moers. Die Bürgermeisterei umfasste die Stadt Moers sowie die Landgemeinden Asberg, Hochstraß, Hülsdonk, Schwafheim und Vinn.
Seit 1857 gehörte die Bürgermeisterei Moers zum neuen Kreis Moers, der aus dem Kreis Geldern herausgelöst wurde. Im selben Jahr 
wurde der Stadt Moers die Rheinische Städteordnung verliehen. Seitdem wurde zwischen der Stadtbürgermeisterei Moers und der Bürgermeisterei Moers-Land unterschieden, die die Landgemeinden Asberg, Hochstraß, Hülsdonk, Schwafheim und Vinn verwaltete. Beiden Bürgermeistereien stand in Personalunion der Bürgermeister von Moers vor.
Am 1. April 1906 wurden die fünf Landgemeinden Asberg, Hochstraß, Hülsdonk, Schwafheim und Vinn in die Stadt Moers eingemeindet.

## Einwohnerentwicklung
| Jahr | Gesamt | Gesamt | Quelle |
| ---- | ------ | ------ | ------ |
| 1828 | 3.801  | 3.801  | [ 6 ]  |
|      | Stadt  | Land   |        |
| 1871 | 3.183  | 2.703  | [ 4 ]  |
| 1885 | 4.503  | 3.413  | [ 7 ]  |
| 1905 | 7.249  | 10.989 | [ 8 ]  |

## Bürgermeister
- 1815–182000Wilhelm Urbach
- 1822–183000von Nievenheim
- 1830–185000Friedrich Adolf Vinmann
- 1850–185900Karl von Strampff
- 1860–186400Gottlieb Meumann
- 1864–189700Gustav Kautz
- 1898–191000August Craemer